# リュブリャナ大学

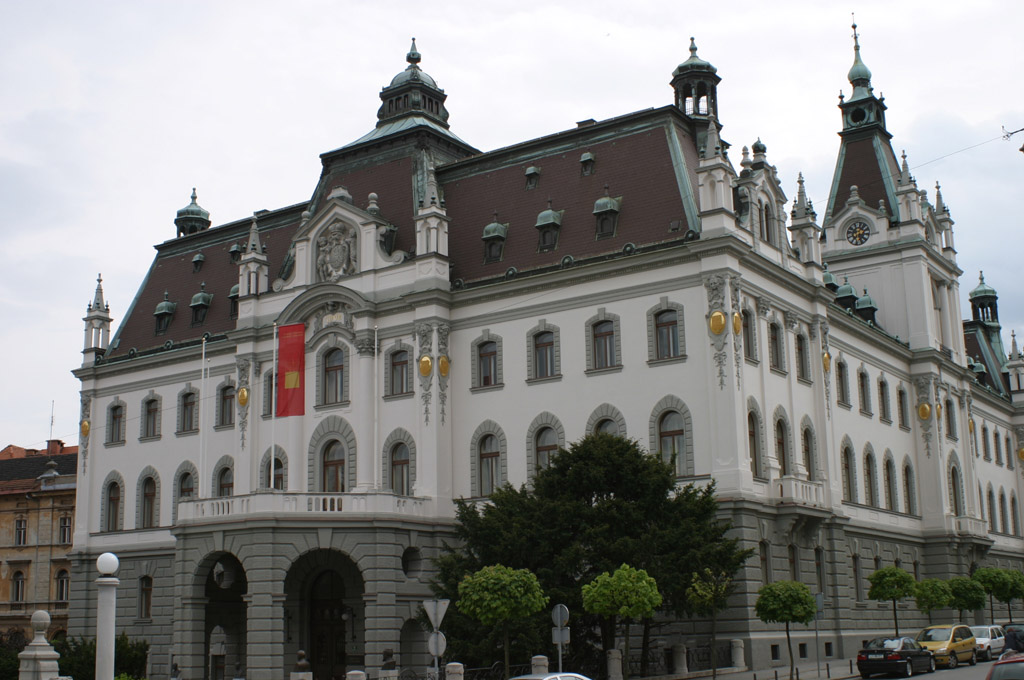
大学の本館 Rektorat Univerze

リュブリャナ大学（リュブリャナだいがく、スロベニア語: Univerza v Ljubljani, 英語: University of Ljubljana）は、スロベニアで最初に設立され、そしてスロベニアで一番大きい大学である。約56,000の学生が在籍し、これは世界で最も大きい大学のひとつである。大学はリュブリャナ市に位置する。

## 概要
17世紀には、特に神学と哲学の学問がスロベニアで確立された。1810年、Ecoles centralesという名称で大学が設立された当時は、ナポレオン統制下時代だった。しかし、その後すぐにオーストリア政府管理下になり、大学は解体された。大学が現在の名称になったのは、1919年に再設立された時である。再設立時は、法学、哲学、科学技術学、神学、薬学の5学部だった。大学の本館Rektorat Univerzeは、リュブリャナ市の中心地にある。本館は、当初1902年にヤン・ヴラディミール・フラスキー(Jan Vladimir Hrasky)によって国家の大邸宅として設計され、その後ウィーンからきたチェコ系オーストリア人の建築家ヨシプ・フデツ(Josip Hudetz)によって作り直された。

## 教育研究組織
リュブリャナ大学は23学部と3専門学校を擁している。これらはリュブリャナの都市の周辺に散在している。

### 専門学校
- 音楽(Akademija za glasbo, AG)
- 舞台、ラジオ、映画、テレビ(Akademija za gledališče, radio, film in televizijo, AGRFT)
- 美術(Akademija za likovno umetnost, ALU)

### 学部
- バイオテクノロジー(Biotehniška fakulteta)
- 経済学(Ekonomska fakulteta)
- 建築学(Fakulteta za arhitekturo)
- 社会科学(Fakulteta za družbene vede)
- 電気工学(Fakulteta za elektrotehniko)
- 薬学(Fakulteta za farmacijo)
- 土木工学、測地学(Fakulteta za gradbeništvo in geodezijo)
- 化学、化学工学(Fakuleta za kemijo in kemijsko tehnologijo)
- 数学、物理学(Fakulteta za matematiko in fiziko)
- 海事学、交通学(Fakulteta za pomorstvo in promet)（ポルトロージュに位置する）
- コンピューター科学、情報学(Fakulteta za računalništvo in informatiko)
- 社会福祉学(Fakulteta za socialno delo)
- 機械工学(Fakulteta za strojništvo)
- 体育学(Fakulteta za šport)
- 行政学(Fakulteta za upravo)
- 文学(Filozofska fakulteta)
- 医学(Medicinska fakulteta)
- 自然科学(Naravoslovno-tehniška fakulteta)
- 教育学(Pedagoška fakulteta)
- 法学(Pravna fakulteta)
- 神学(Teološka fakulteta)
- 獣医学(Veterinarska fakulteta)
- 医療学(Visoka šola za zdravstvo)

## 過去に在籍した人物
- メラニア・トランプ
- 西澤茂
- スラヴォイ・ジジェク